# صورتی‌برفی
آلبوم اسنو پینک (به انگلیسی: Snow Pink) دومین آلبوم گروه کره ای ای پینک است که در ٢٢ نوامبر ٢۰۱۱ (بعد از انتشار آلبوم هفت بهار ای‌پینک) منتشر شد.
آهنگ "My My" از این آلبوم که متن و موزیک آن توسط رادو و شین سادونگ تایگر آماده شده بود برای معرفی آلبوم انتخاب شد و در ٢۵ نوامبر از KBS و Music Bank جوایزی کسب کرد و در چارت Gaon در رتبه ۱۶ ام قرار گرفت. نسخه ژاپنی این آهنگ هم بعدها برای آلبوم ژاپنی گروه ای پینک آماده شد.

## لیست آهنگ ها
| شماره      | نام                                          | سراینده                | آهنگساز                        | مدت   |
| ---------- | -------------------------------------------- | ---------------------- | ------------------------------ | ----- |
| ۱.         | «He's My Baby»                               | هیو وو                 | هیو وو                         | ۳:۱۰  |
| ۲.         | «My My»                                      | رادو، شین سادونگ تایگر | رادو، شین سادونگ تایگر         | ۳:۵۶  |
| ۳.         | «Yeah»                                       | شین سادونگ تایگر       | چویی کیوسانگ، شین سادونگ تایگر | ۳:۱۳  |
| ۴.         | «Like a Dream» (꿈결처럼; Kkumgyeolcheoreom) | هیو وو                 | هیو وو                         | ۳:۳۴  |
| ۵.         | «Prince»                                     | سوپر چانگدای           | سوپر چانگدای                   | ۳:۴۹  |
| مجموع مدت: | مجموع مدت:                                   | مجموع مدت:             | مجموع مدت:                     | ۱۷:۰۳ |